# چایتانیا ماهاپرابهو
چایتانیا ماهاپرابهو (انگلیسی: Chaitanya Mahaprabhu; ۱۸ فوریهٔ ۱۴۸۶ – ۱۴ ژوئن ۱۵۳۴) یک قدیس هندی در سده ۱۵ بود که توسط شاگردانش به عنوان نماد ترکیبی رادا و کریشنا شناخته می‌شد. شیوه پرستش کریشنا توسط چایتیانا ماهاپرابو با آهنگ و رقص تأثیر عمیقی بر وایشنویسم در بنگال داشت. او همچنین حامی اصلی فلسفه ودانتیک آچینتیا بهدا ابداً تاتوا بود. روز تولد او با نام Gaura-purnima جشن گرفته می‌شود.

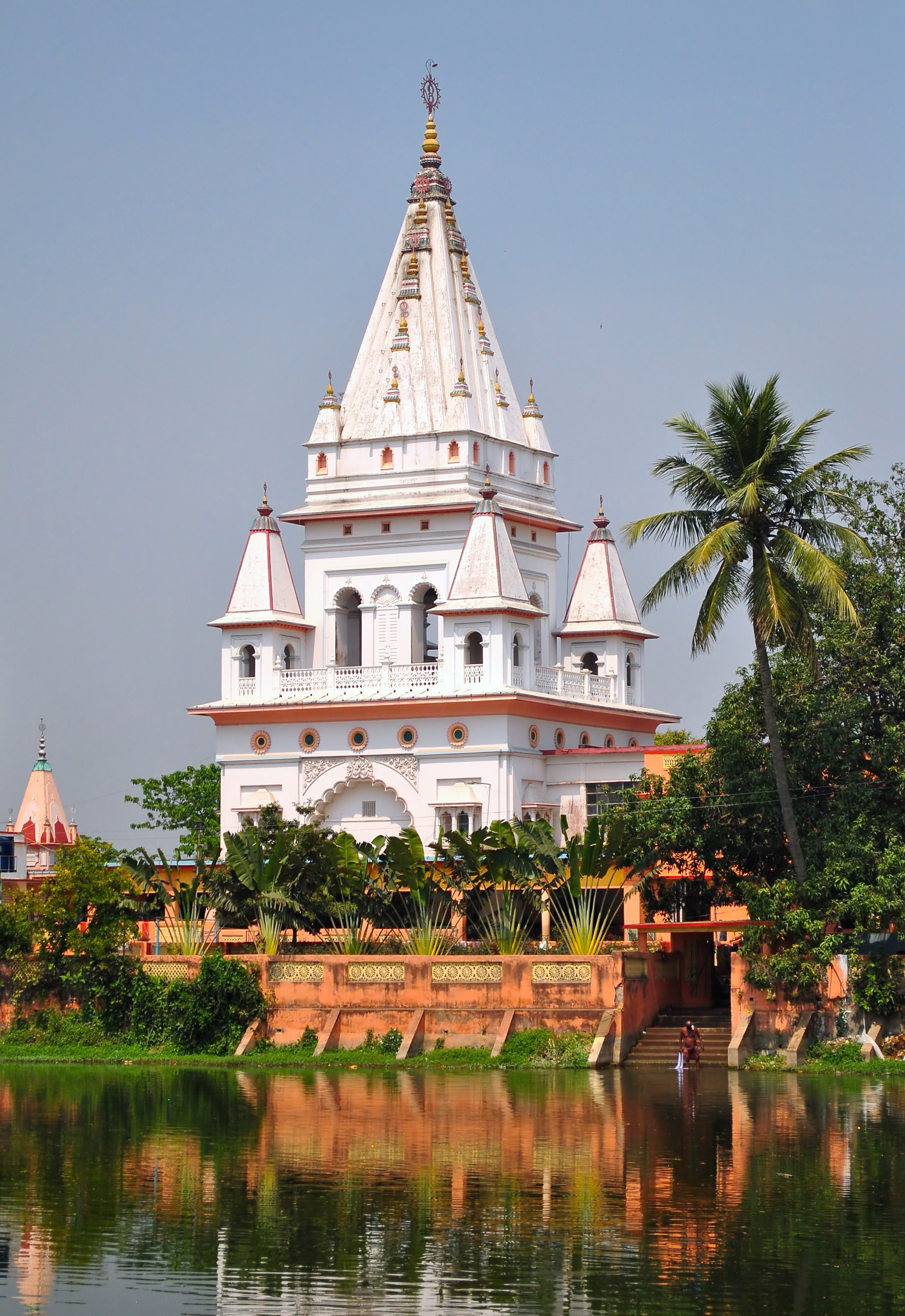
معبد یوگاپیت در محل تولد چایتانیا ماهاپرابهو در دهه ۱۸۸۰ توسط باکتیونودا تاکور در مایاپور، بنگال غربی تأسیس شد.